# Taxidermia

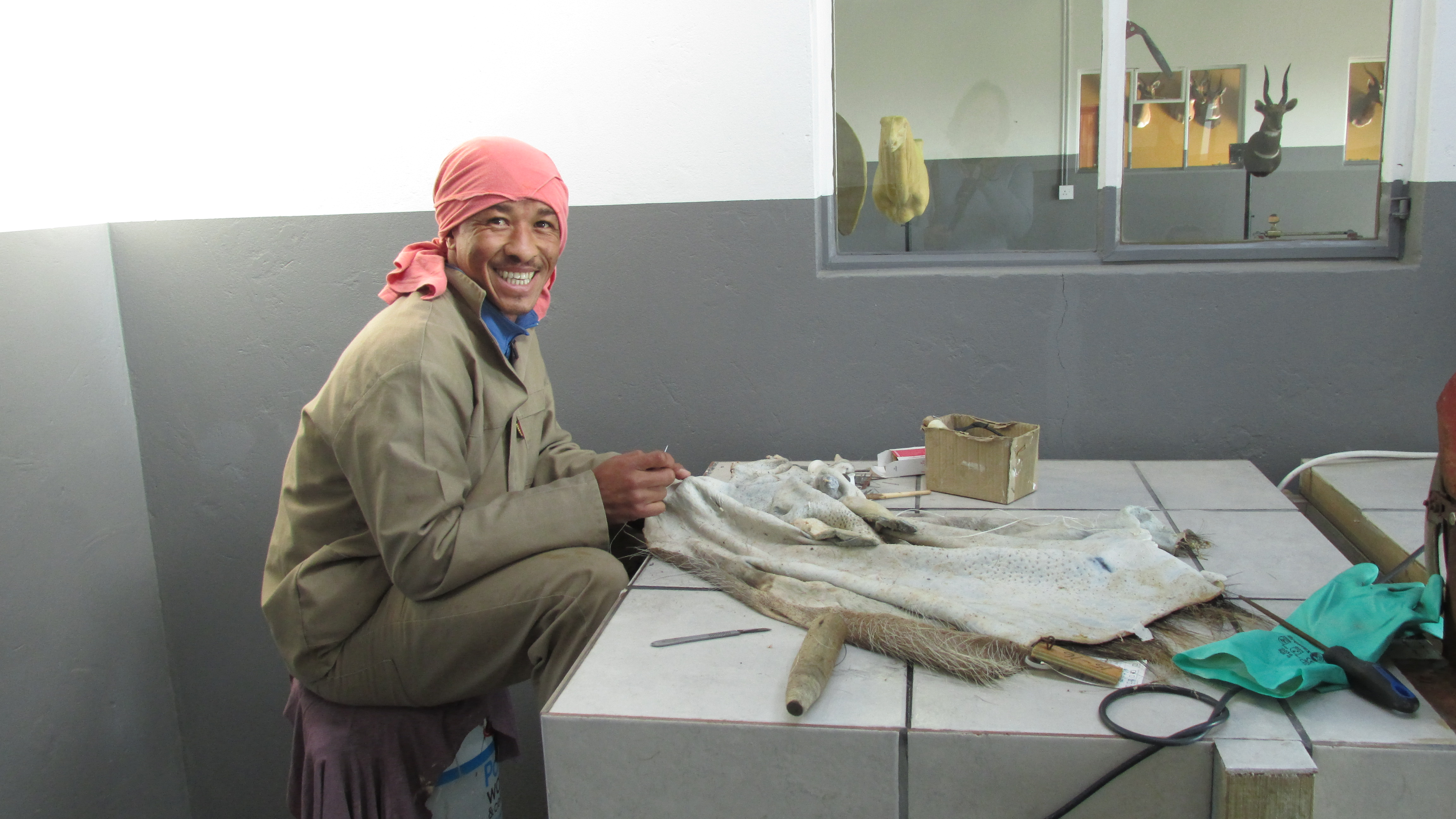
Taxidermista en Sudáfrica.

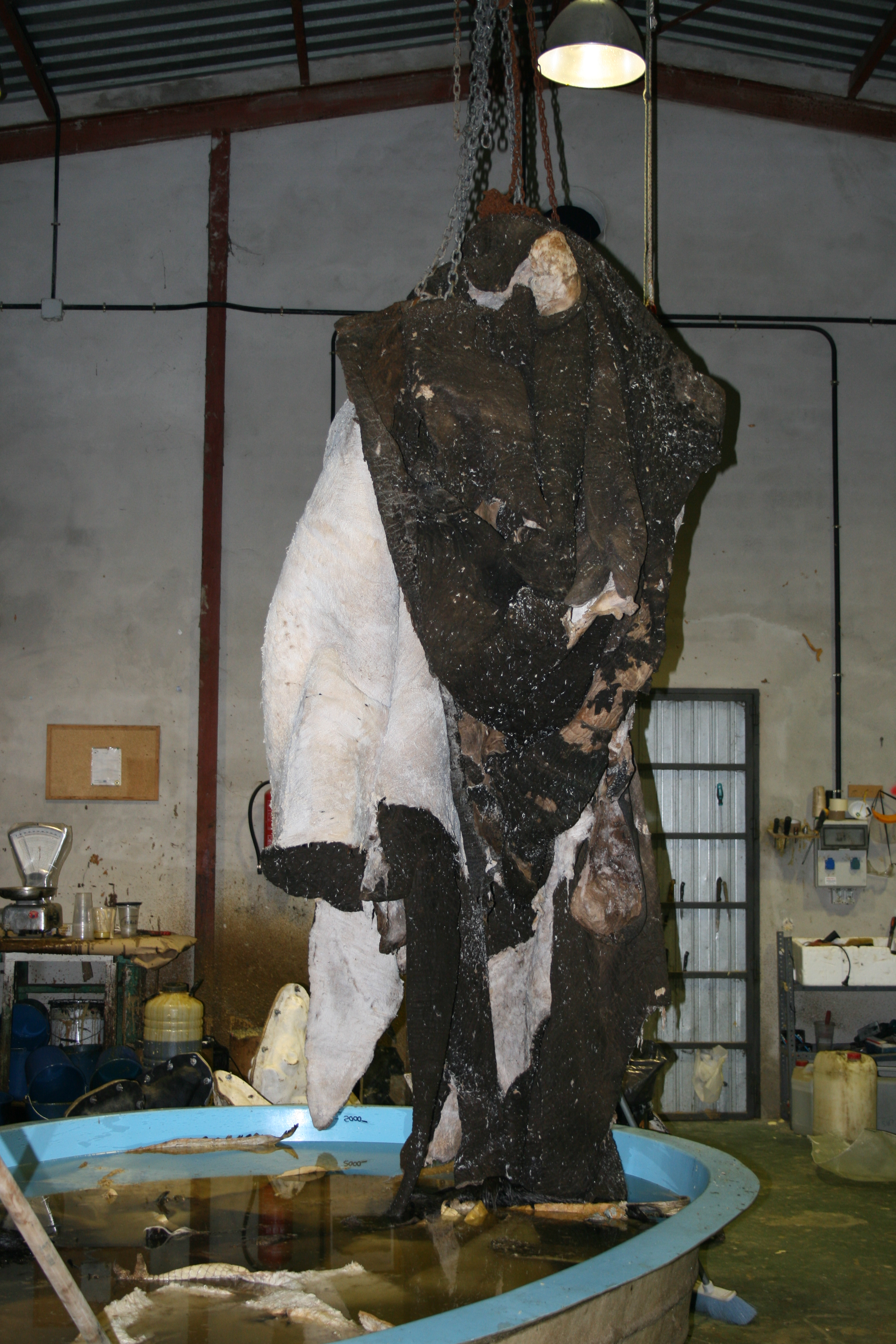
Piel de elefante africano curtida.

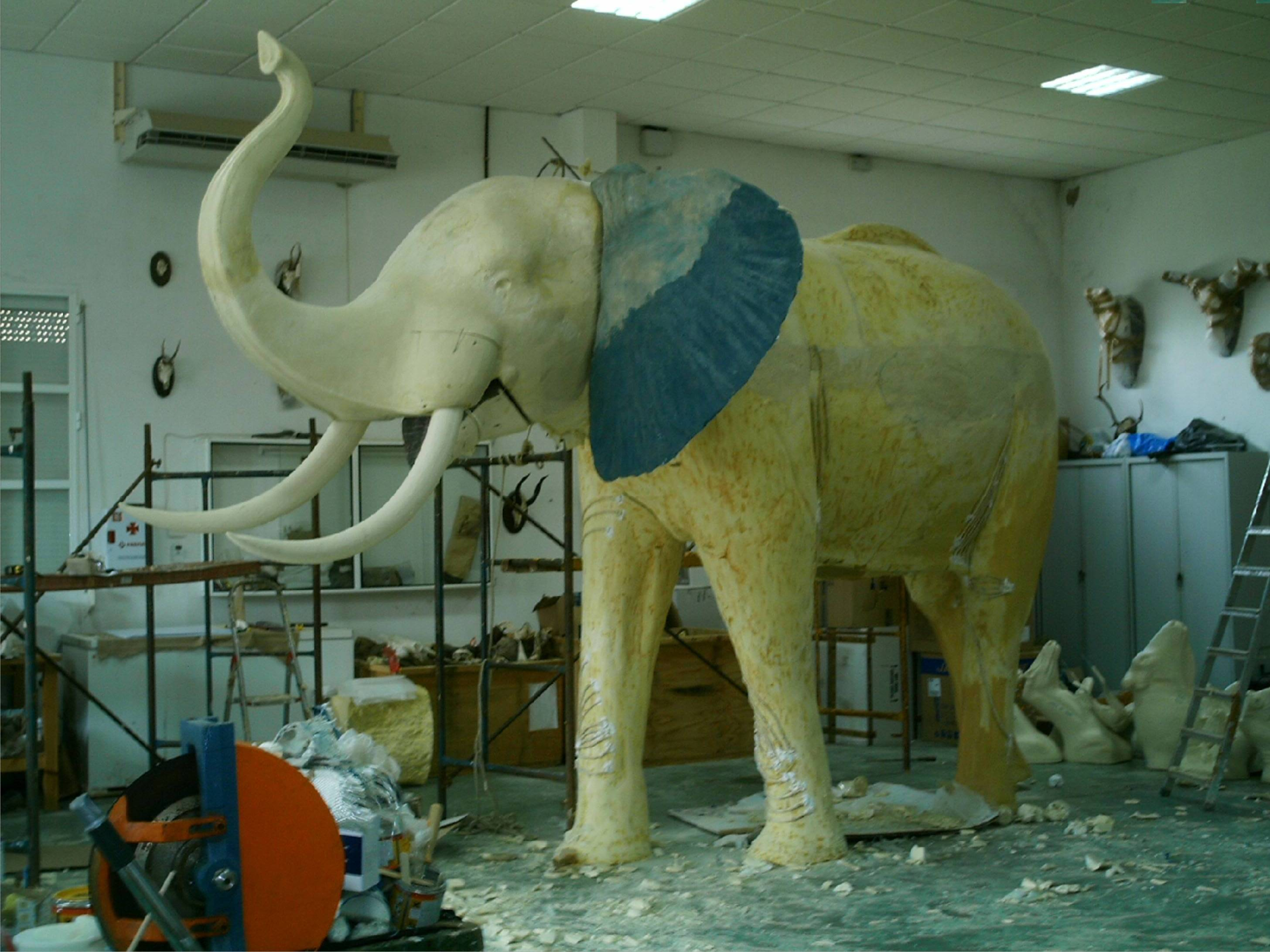
Maniquí de elefante.

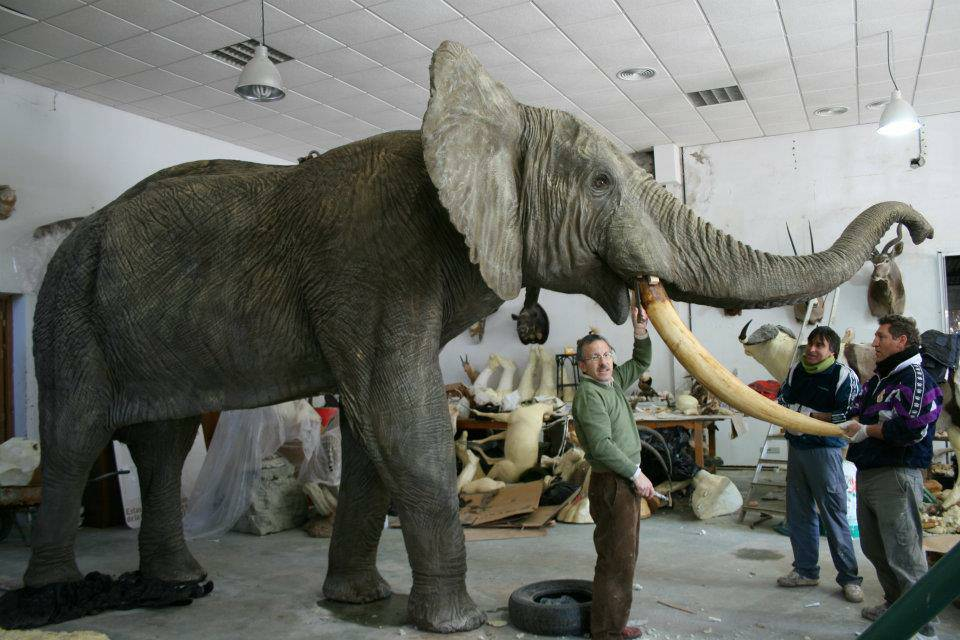
Elefante naturalizado.

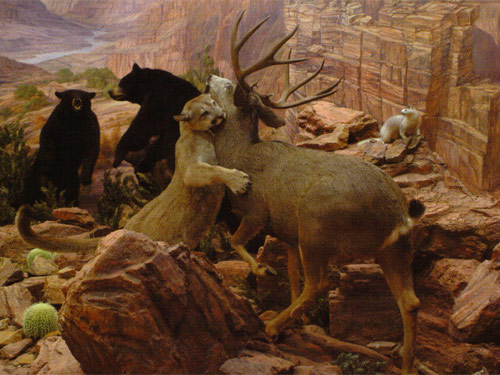
Puma atacando ciervo mula.

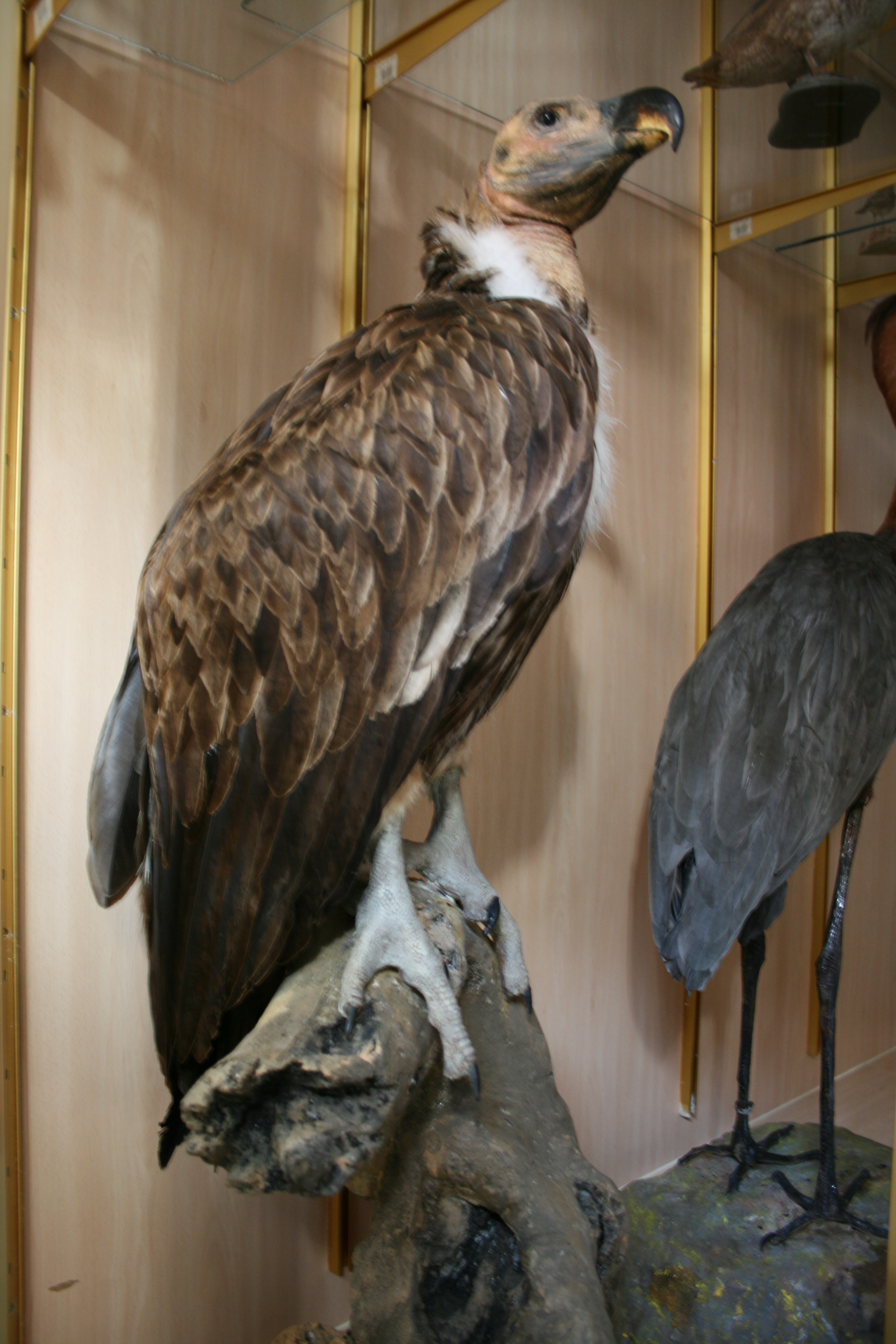
Buitre orejudo.

La taxidermia, del griego taxis 'arreglo, colocación' y dermis 'piel', se define como el oficio de disecar animales para conservarlos con apariencia de vivos y facilitar así su exposición, estudio y conservación. Si bien es una práctica que, comúnmente, se lleva a cabo con mamíferos, es utilizada de igual manera con otros grupos animales. La persona que se dedica a esta actividad se denomina taxidermista.
Los primeros en desarrollar técnicas fue la cultura Chinchorro, en el norte de Chile, aproximadamente desde el 5050 a. C.. Los métodos empleados por los taxidermistas han mejorado notoriamente durante el siglo XX. De este modo, sus practicantes pueden emplearse profesionalmente, por ejemplo trabajando para museos, o bien realizar su labor a nivel aficionado, como puede ser el caso de cazadores, pescadores, entusiastas de la afición, etc. Suelen poseer conocimientos técnicos en aspectos tan variados como la anatomía, la escultura, la pintura, la disección y el tratado de pieles.
Es importante, asimismo, no confundir taxidermia con taxonomía, empleándose este último término para denominar a la ciencia de la clasificación (normalmente asociado a la biología).

## Métodos

### Taxidermia en mamíferos
Se procede de manera inmediata luego del fallecimiento del animal, a retirar la piel.
Se realiza con ayuda de un escalpelo o un cuchillo muy afilado, extrayendo la piel de una pieza. Para ello se hace un corte en la parte trasera del animal para que luego, en la obra ya terminada, no se noten las costuras y así no pierda lo atractivo y artístico. En las áreas de mayor pelaje es posible hacer los cortes ya que estos quedan ocultos mientras que la piel queda natural.
Esta piel se limpia superficialmente y se sala bien, extendiendo la sal por la cara del pelo y por el cuero. (El fin de salar la piel es extraer el agua que se encuentra retenida en ella y formar un medio supersalino que haga imposible la descomposición de la piel por parte de los microorganismos)
Una vez seca se procederá a la rehidratación de la piel y se procederá al curtido de esta en tres procesos:
1. Remojo (la piel se rehidrata y limpia)
2. Piquelado (la piel se desnaturaliza, mediante salado y acidulado, hasta un determinado pH)
3. Curtido (la piel se curte y engrasa)

Tras el piquelado, la piel se limpia totalmente, siendo necesario si es muy gruesa, rebajarla mediante cuchillos especialmente diseñados o maquinaria.

#### El cuerpo
Actualmente se utilizan esculturas del animal realizadas en poliuretano de rigor anatómico, o en otros materiales menos utilizados, como la escayola o la fibra de vidrio.
Para realizar el cuerpo se requiere de la observación del animal vivo y conocimientos anatómicos amplios además de las medidas del animal al cual vamos a naturalizar.
Una vez recubierta con la piel la escultura del cuerpo, se coserá con un hilo resistente y entonces se procederá a la parte más complicada, en la cual se le da la apariencia de vida: colocación de ojos, piel y boca sintética (si la tuviese).
Una vez terminada la colocación de la piel se deja que expulse la humedad del curtido y entonces se realzan los colores que el animal tenía en las zonas sin pelo, dado que lo pierden, y se restaura alguna posible imperfección.

### Taxidermia en aves

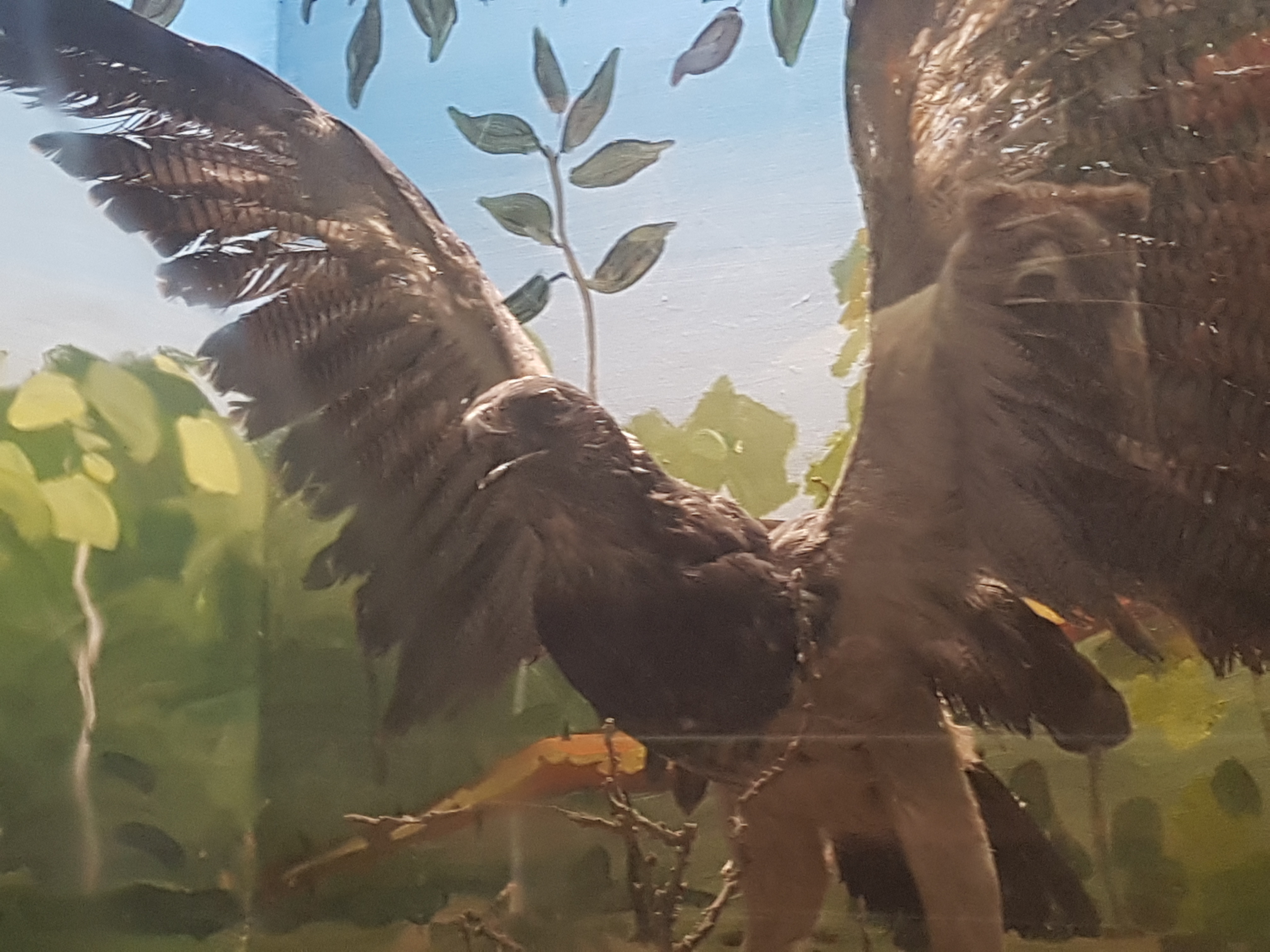
Águila harpía del Parque de las Leyendas

Similar a la de los mamíferos, aunque hay que tener especial cuidado con mantener limpias las plumas
de los fluidos del propio animal.

### Cráneos y colmillos
Muchas veces, los taxidermistas reciben el encargo de preparar un cráneo como trofeo. Para ello, lo primero que se hace es limpiar el cráneo de toda la carne, pues normalmente viene toda la cabeza, o sin la piel pero con carne. Para realizar el encargo se cuece la cabeza y cuando la carne esté blanda se descarna dejando la parte ósea completamente limpia de restos orgánicos.
A continuación viene el blanqueo, que se consigue mientras el hueso esté caliente, regándolo con agua oxigenada. Es muy importante eliminar también toda la grasa que haya podido quedar, porque, de no hacerlo así, el hueso amarillearía y, con el paso del tiempo, se quedaría muy feo. Una vez que el cráneo está blanqueado se seca muy bien y se procede a su lijado. Esta operación es muy meticulosa y se lleva a cabo pasando de lijas gruesas a lijas más finas. El lijado debe ser muy bueno porque cuanto mejor sea la calidad de este, mejor será luego el pulido de la pieza. Este es el siguiente paso y se realiza con pastas y gratas (rodillos de trapo) de pulir. Después de pulido lo abrillantaremos con algodón y procederemos a su posterior montaje que podrá ser "de frontal" (se corta el cráneo en su base) o "de cráneo"(se pone el cráneo entero). 
Para trabajar los colmillos se deben separar de la cabeza con lo cual debemos poner la propia cabeza a cocer para después extraerlo cortando por la mandíbulas y tirando de él, empujando en sentido contrario a su forma normal de crecimiento. Otra manera es la "maceración" que consiste en meter la cabeza en agua, esperando su descomposición y, tirando de ella, sale el colmillo, pero esta manera es más lenta, costosa y huele mal. Después de limpiar los colmillos y de secarlos muy bien , se rellenan para evitar que al dilatar o contraer, estos se pudieran rajar o saliesen posibles aberturas. Aquí entran en juego los "casquillos" que son abrazaderas que se colocan a lo largo del cuerno, dejando espacio entre ellos y sirven también para que no se abra (si no se ponen, el colmillo duraría poco) pudiendo ser estos de alpaca y plata (la soldadura en estos dos casos se realizaría con plata), o de oro (con lo cual la soldadura se realizaría con oro).
Tanto en el caso de los colmillos como en el de los cráneos, para su presentación se colocan en una tabla preparada anteriormente, y se suele insertar una inscripción con la fecha de su caza.

### Otras técnicas
Por otro lado, existe una técnica basada en congelar en seco al animal llamada liofilización. Aunque solo es relativamente efectivo llevarlo a cabo con aves y reptiles, es un método algo más rápido y sencillo que el tradicional aunque el resultado no es mejor que el de una buena taxidermia.
Otra rama de la taxidermia es la llamada criptotaxidermia. Dicha práctica consiste en reproducir, a través de las técnicas usadas en la taxidermia, animales que actualmente no existen, criaturas mitológicas o demás seres inexistentes.

## Taxidermistas notables
- John Hancock
- Carl Akeley
- Charles Willson Peale
- Jules Verreaux